# 鎌滝秋浩
鎌滝 秋浩（かまたき あきひろ、1965年7月13日 - ）は、千葉県出身の俳優。所属はES ChoRD。
身長167cm。趣味は映画鑑賞。特技はものまね。

## 出演

### 映画
- 自由戀愛（2004年） - 映画カメラマン 役[4]
- 恋するイノセントマン（2006年）
- 伝染歌（2007年） - 酔っ払い 役[4]
- M（2007年） - 新聞配達員 役[4]
- わが母の記（2012年）
- シネマ☆インパクト Vol.3／水の声を聞く-プロローグ-（2013年） - 三樹夫 役[1]
- RETURN ハードバージョン（2013年） - 暴力団幹部 役[4]
- ゼンタイ（2013年） - 草野球の選手 役[4]
- ばしゃ馬さんとビッグマウス（2013年） - 映画プロデューサー 役[4]
- 水の声を聞く（2014年） - 三樹夫 役[1]
- まほろ駅前狂騒曲（2014年） - エコ団体の会員 役[4]
- 百円の恋（2014年） - ボクシングの観客 役[4]
- ピンクとグレー（2016年）
- ヒメアノ〜ル（2016年）

### テレビドラマ
- 自由戀愛（2004年） - 映画カメラマン 役[4]
- かなたの子（2013年） - 新興宗教信者 役[4]
- リバースエッジ 大川端探偵社 第1話（2014年） - 時計屋の主人 役
- 相棒（2016年） ‐ 河合節夫

### PV
- Thinking Dogs 3 times（2015年）